# Новопаньшино
Новопаньшино — село в Пригородном районе Свердловской области России. Входит в муниципальный округ Горноуральский, является центром Паньшинской территориальной администрации. Ранее было центром Паньшинского сельсовета Пригородного района.
В Новопаньшине находится Вознесенская церковь XIX в. постройки.

## География
Село Новопаньшино находится в 65 километрах к юго-востоку от города Нижнего Тагила (по автомобильной дороге в 83 километрах), преимущественно на левом берегу реки Ямбарки (правого притока реки Нейвы). В 17-ти километрах от села проходит автодорога Николо-Павловское — Алапаевск, с которой Новопаньшино соединено подъездной дорогой. Село расположено на двух небольших речках — Ямбарке и Каменке. Климатические условия местности благоприятны для здоровья; почва по большей части чернозёмная, есть немного и глинистой.
С Новопаньшином соседствуют деревни Старая Паньшина (находится чуть западнее), Кондрашина (находится выше по течению Ямбарки, южнее Новопаньшина) и Сартакова (находится ниже по течению Ямбарки, северо-восточнее села).

## История
Село было основано в 1738 году.
В начале XX века главным занятием сельчан было хлебопашество, некоторые крестьяне работали на заводах, обжигали и доставляли уголь, возили руду, известь и кирпич. В 1900 году в селе Ново-Паньшинском уже работала земская народная школа.

## Вознесенская церковь
В 1854 году был построен каменный храм, а 13 марта 1854 года был освящён придел в честь Покрова Пресвятой Богородицы, а 29 мая 1869 года был освящён и главный двухпрестольный храм во имя Вознесения Господня с благословения епископа Пермского Неофита, на средства прихожан и добровольные пожертвования. Первоначально храм был внутри разделён стеной, но в виду малопоместительности стена эта с разрешения епископа Екатеринбургского и Ирбитского Христофора в 1900 году была выбрана. Замечательных предметов и особо чтимых икон в храме нет, нет в приходе и ни одной часовни. Церковь был закрыта в 1934 года, в здании размещался склад.

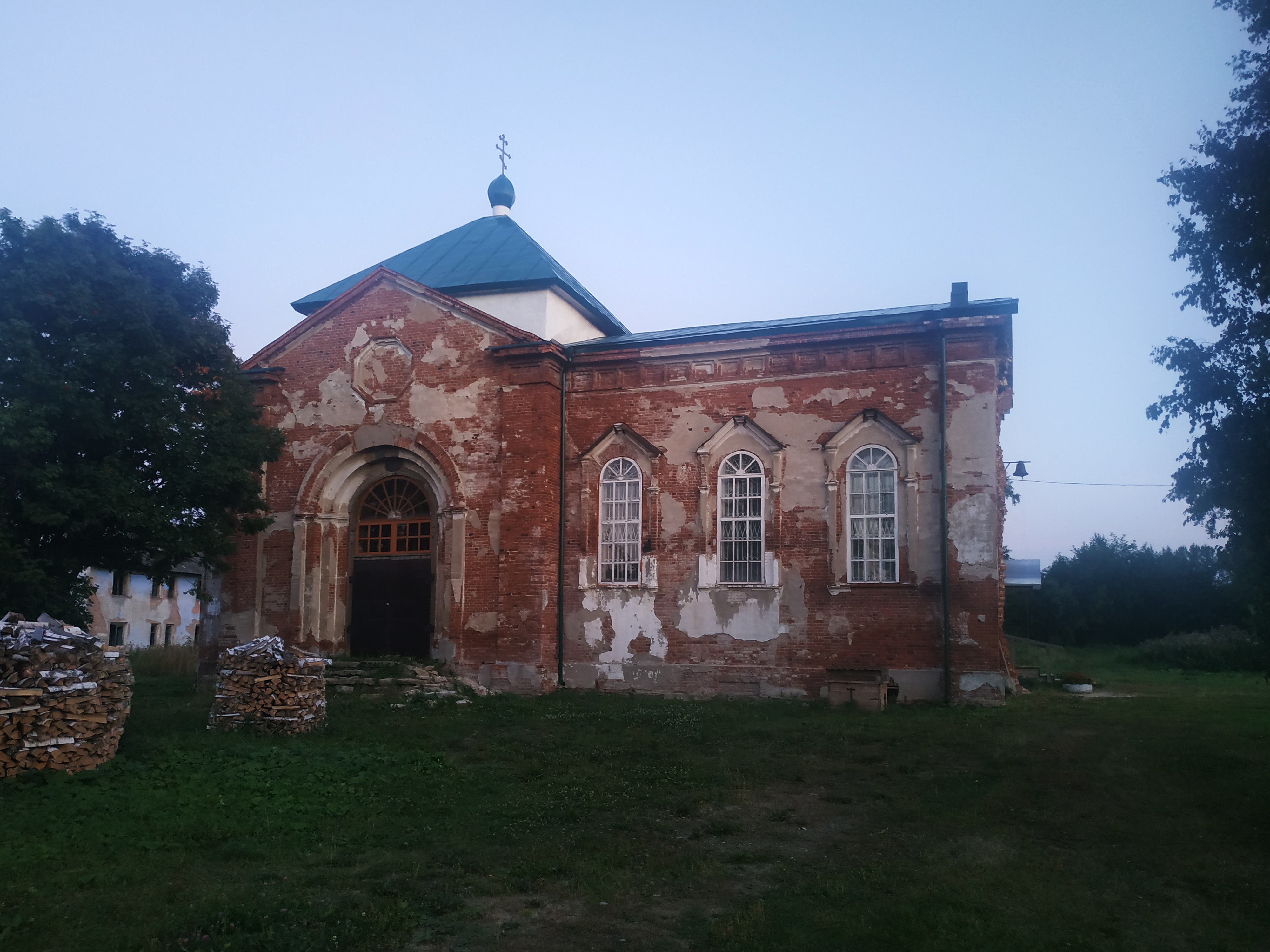
Вознесенская церковь

Колокольня не сохранилась, в настоящее время церковь восстановлена на пожертвования местных жителей, идут службы.

## Инфраструктура
В Новопаньшине имеются дом культуры, отделение «Почты России», больница, школа и детский лагерь отдыха. До села можно добраться на автобусе № 636 из Нижнего Тагила.

## Население
В начале XX века численность населения прихода составляло 3264 человек (1599 мужчин и 1665 женщин), все русские крестьяне — православные, за исключением 63 домов старообрядцев.
| 2002 | 2010 | 2021 |
| ---- | ---- | ---- |
| 941  | ↘835 | ↘571 |